# ホマ・ベイ (カウンティ)
ホマ・ベイ（スワヒリ語: Wilaya ya Homa Bay、ホマ湾）は、ケニア南西部の旧ニャンザ州中部のカウンティ。
中心都市はホマ湾。
面積は3254.2km2で、2009年の人口は96万3794人、人口密度は305.5人/km2。
北～西にかけてビクトリア湖に面する。

## 隣接カウンティ
- 北東：キスム (カウンティ)
- 東： ケリチョ (カウンティ)
- 南東： ニャミラ (カウンティ)
- 南： キシイ (カウンティ)
- 南西： ミゴリ (カウンティ)
- 西：ビクトリア湖
- 北西： シアヤ (カウンティ) [1]

## 人口
- 1999年8月24日：75万1332人
- 2009年8月24日：96万3794人[1]

## 主要都市
- ホマ湾（英語版）：2万8361人
- アウェンド（英語版）：1万7992人[2]

## 指標
| 項目             | %    |
| ---------------- | ---- |
| 都市化率         | 14.3 |
| 識字率           | 73.3 |
| 15～18歳の就学率 | 83.2 |
| 舗装道路率       | 4.8  |
| 良好道路率       | 42.9 |
| 電力普及率       | 3.3  |
| 貧困率           | 44.1 |

 Source: USAid Kenya

## 著名人
- トム・ムボヤ（英語版）(Tom Mboya)
  - 1930年8月15日～1969年7月5日

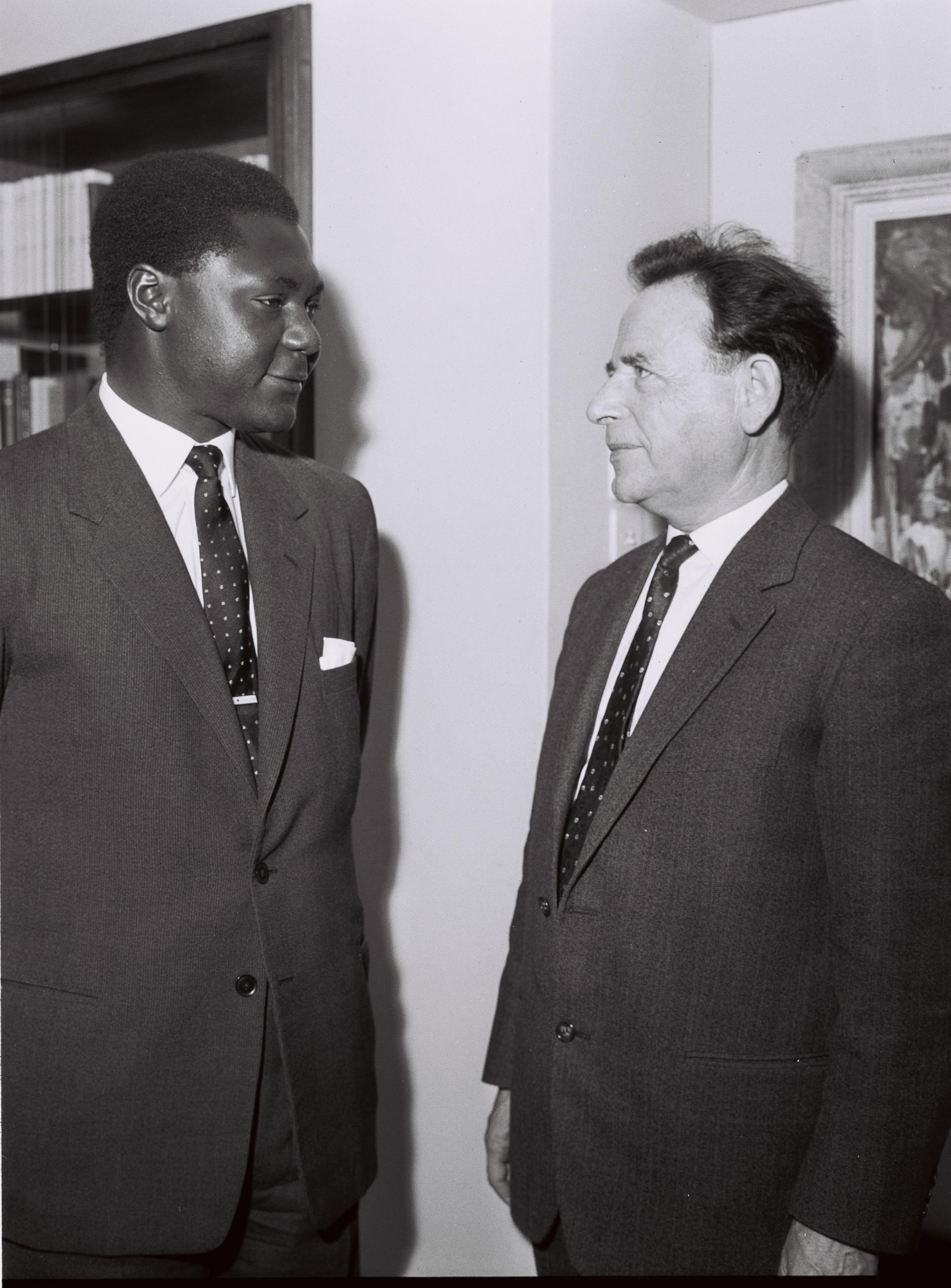
1962年のトム・ムボヤ(左)

  - 法務大臣(1963年～1969年7月5日)
- バラク・オバマ・シニア(Barack Hussein Obama)
  - 1936年～1982年11月24日
  - 政府系経済学者
  - バラク・オバマ(第44代アメリカ合衆国大統領)の父